# Patinação artística na Universíada de Inverno de 2005 - Individual masculino
A competição individual masculino da patinação artística na Universíada de Inverno de 2005 foi realizada em Innsbruck, Áustria.

## Medalhistas
| Ouro   | JPN Daisuke Takahashi |
| Prata  | CHN Song Lun          |
| Bronze | CHN Hu Xiaoou         |

## Resultados

### Geral
| Pos.              | Nome                 | Nacionalidade    | Pontos | PC | PL |
| ----------------- | -------------------- | ---------------- | ------ | -- | -- |
| Medalha de ouro   | Daisuke Takahashi    | Japão            | 2.0    | 2  | 1  |
| Medalha de prata  | Song Lun             | China            | 2.5    | 1  | 2  |
| Medalha de bronze | Hu Xiaoou            | China            | 6.0    | 4  | 4  |
| 4                 | Kensuke Nakaniwa     | Japão            | 7.0    | 8  | 3  |
| 5                 | Andrei Lutai         | Rússia           | 8.0    | 6  | 5  |
| 6                 | Alban Préaubert      | França           | 8.5    | 5  | 6  |
| 7                 | Gao Song             | China            | 9.5    | 3  | 8  |
| 8                 | Yasuharu Nanri       | Japão            | 10.5   | 7  | 7  |
| 9                 | Filip Stiller        | Suécia           | 13.5   | 9  | 9  |
| 10                | Yannick Ponsero      | França           | 16.5   | 11 | 11 |
| 11                | Konstantin Menshov   | Rússia           | 17.0   | 14 | 10 |
| 12                | Stanick Jeannette    | França           | 18.0   | 10 | 13 |
| 13                | Denis Balandin       | Rússia           | 19.5   | 15 | 12 |
| 14                | Anton Kovalevski     | Ucrânia          | 21.5   | 13 | 15 |
| 15                | Lukáš Rakowski       | República Tcheca | 22.0   | 12 | 16 |
| 16                | Maciej Kuś           | Polônia          | 22.5   | 17 | 14 |
| 17                | Frederik Pauls       | Alemanha         | 25.0   | 16 | 17 |
| 18                | Fabio Mascarello     | Itália           | 27.0   | 18 | 18 |
| 19                | Adis Reklys          | Lituânia         | 29.0   | 20 | 19 |
| 20                | Christian Rauchbauer | Áustria          | 30.5   | 21 | 20 |
| 21                | Igor Rolinski        | Bielorrússia     | 30.5   | 19 | 21 |
| 22                | Alper Uçar           | Turquia          | 33.5   | 23 | 22 |
| 23                | Adrian Alvarado      | México           | 34.0   | 22 | 23 |

Legenda
| Recorde mundial      | Recorde mundial (World record)               |                       | Recorde africano                      | Recorde africano (African) |                                           | Q | Classificado por posição (Qualified) |
| Recorde olímpico     | Recorde olímpico (Olympic record)            | Recorde da América    | Recorde da América (Americas)         | q                          | Classificado por melhor tempo (Qualified) |   |                                      |
| Melhor marca do ano  | Melhor marca do ano (World leading)          | Recorde asiático      | Recorde asiático (Asian)              | DNS                        | Não largou (Did not start)                |   |                                      |
| Recorde nacional     | Recorde nacional (National record)           | Recorde europeu       | Recorde europeu (European)            | DNF                        | Não terminou (Did not finish)             |   |                                      |
| Recorde pessoal      | Recorde pessoal do atleta (Personal best)    | Recorde da Oceania    | Recorde da Oceania (Oceania)          | DSQ / DQ                   | Desclassificado (Disqualified)            |   |                                      |
| Recorde da temporada | Recorde da temporada do atleta (Season best) | Recorde sul-americano | Recorde sul-americano (South America) | NM                         | Sem marca (No mark)                       |   |                                      |